# Alek Stasiak
Alek Stasiak ist ein kanadischer Pokerspieler. Er ist zweifacher Braceletgewinner der World Series of Poker.

## Pokerkarriere

### Werdegang
Seine erste Geldplatzierung bei einem Live-Turnier erzielte Stasiak Ende September 2013 in Kahnawake. Außer dort erreichte er je einmal bei einem Circuitturnier der World Series of Poker in Gatineau sowie beim Main Event des Stampede Classic in Calgary die bezahlten Plätze. Ende Mai 2014 sicherte er sich für den dritten Platz beim PokerStars Canada Cup ein Preisgeld von 19.500 Kanadischen Dollar. Seine für einige Jahre letzte Live-Geldplatzierung erreichte Stasiak Mitte Juli 2014.
Ende Juli 2020 setzte sich Stasiak unter dem Nickname astazz beim Every 1 for Covid Relief der aufgrund der COVID-19-Pandemie auf der Onlinepoker-Plattform GGPoker ausgespielten World Series of Poker Online durch. Das Turnier wurde in der Variante No Limit Hold’em gespielt und brachte dem Kanadier knapp 350.000 US-Dollar sowie ein Bracelet ein. In derselben Variante gewann er rund zwei Wochen später ein weiteres Event der Turnierserie und sicherte sich neben seinem zweiten Bracelet eine Siegprämie von mehr als 270.000 US-Dollar und ein Package für die World Series of Poker Europe.

### Braceletübersicht
Stasiak kam bei der World Series of Poker sechsmal ins Geld und gewann zwei Bracelets:
| Jahr   | Buy-in (in $) | Turnier                                                | Teilnehmer | Preisgeld (in $) |
| ------ | ------------- | ------------------------------------------------------ | ---------- | ---------------- |
| 2020 O | 1111          | GGPoker.com – Every 1 for Covid Relief (Caesars Cares) | 2323       | 343.204          |
| 2020 O | 1000          | GGPoker.com – No Limit Hold’em                         | 2006       | 273.504          |